# Bethesda (Antigua i Barbuda)
Bethesda – miejscowość w Antigui i Barbudzie; na wyspie Antigua (Saint Paul); liczy 535 mieszkańców (2008)